# Polytrichites convolutus
Polytrichites convolutus là một loài Rêu trong họ Polytrichaceae. Loài này được (Mägd.) J.-P. Frahm miêu tả khoa học đầu tiên.